# Ipomoea leucantha
Ipomoea leucantha là một loài thực vật có hoa trong họ Bìm bìm. Loài này được Jacq. mô tả khoa học đầu tiên năm 1788.